# SGR 1935+2154
SGR 1935+2154 ist ein Soft Gamma Repeater, der sich ca. 30.000 Lichtjahre von der Erde entfernt befindet.
Es wird angenommen, dass SGR 1935+2154 ein Magnetar ist. Am 28. April 2020 wurde vom Canadian Hydrogen Intensity Mapping Experiment (CHIME) ein Fast Radio Burst registriert, der von diesem Objekt herrührte. Dieses  FRB 200428 genannte Ereignis, das aus zwei im Abstand von 29 Millisekunden eintreffenden Radioblitzen bestand, war die erste Beobachtung eines Fast Radio Burst in unserer eigenen Galaxis.
Mitte April 2020 war SGR 1935+2154 in eine Phase neuer Aktivität eingetreten und hatte begonnen, häufige Röntgenblitze auszusenden. Daraufhin änderte das Institut für Hochenergiephysik der Chinesischen Akademie der Wissenschaften (IHEP), das das Hard X-ray Modulation Telescope (HXMT, auch bekannt als „Insight“) hauptverantwortlich betreibt, den Arbeitsplan des Satelliten und konzentrierte sich auf diesen Magnetar. Dadurch konnten die Forscher das hochenergetische Gegenstück des Radioblitzes beobachten, zwei im Abstand von 34 Millisekunden stattfindende Röntgenblitze im Bereich 1–250 keV. Der zeitliche Abstand zwischen dem doppelten Radioblitz und den Röntgenblitzen betrug 8,62 Sekunden, was genau der Gruppenlaufzeit von FRB 200428 entsprach. Dank der Kollimatoren, die das Gesichtsfeld der einzelnen Detektoren des Hochenergie-Röntgen-Teleskops stark einengen, gelang es, SGR 1935+2154 eindeutig als Ursprung des Röntgenblitzes (und damit auch des Radioblitzes) zu identifizieren.
Der Magnetar SGR 1935+2154 verlangsamte seine Rotation im Oktober 2020 abrupt. Dies kann bislang nicht durch gängige Modelle der inneren Prozesse in Neutronensternen erklärt werden, da plötzliche Verlangsamungen normalerweise nicht vorgesehen sind. Ein Fast Radioburst und eine pulsierende Radioemission folgten dem Ereignis. Die Röntgenstrahlung und die Oberflächentemperatur des Magnetars blieben jedoch konstant. Insoweit wird eine Eruption auf der Oberfläche des Magnetars vermutet, bei der die äußere Plasmakruste des Neutronensterns aufreißt und Material ins All schleudert.